# Ubuntu One
Ubuntu One — онлайн-хранилище, разрабатываемое компанией Canonical, предназначавшееся для обмена файлами и синхронизации между компьютерами и мобильными устройствами, а также сервис потоковой музыки, с помощью которого можно было прослушивать загруженную музыку на мобильных устройствах с Android, iPhone или iPad.

## Технические подробности
Ubuntu One работал на Amazon EC2 и использовал S3 для хранения файлов. Планировался перевод инфраструктуры на кластер, построенный при помощи Eucalyptus. Серверное программное обеспечение было написано преимущественно на Python, с использованием некоторых компонентов Twisted, Django и Zope. Клиентское программное обеспечение было написано преимущественно на Python. В отличие от клиентской части, исходный код серверной части был закрытым.
Сервис бесплатно предоставлял 5 Гб дискового пространства для хранения данных, а дополнительное место и сервис потоковой музыки были доступны на платной основе. С 15 августа 2012 года стало доступно получение дополнительного места путём приглашения новых пользователей. За каждого приглашенного давалось 500 мегабайт в хранилище. Максимальное количество получаемого таким образом места составляло 20 Гб.
2 апреля 2014 года Canonical анонсировало, что планирует прекратить поддержку файлового хранилища Ubuntu One, при этом файлы будут доступны для скачивания до 31 июля 2014 года.

## Критика
Ubuntu One подвергался критике из-за закрытого исходного кода серверной части. Однако Canonical, анонсируя закрытие сервиса, пообещала опубликовать исходный код проекта, чтобы «дать всем возможность создать на основе этого кода свою Open Source-платформу синхронизации файлов».

## Закрытие
В настоящее время проект закрыт, доступ к сохранённым файлам невозможен.